# شهرستان مارشال (آلاباما)
شهرستان مارشال، آلاباما (به انگلیسی: Marshall County, Alabama) شهرستانی در ایالات متحده آمریکا است که در آلاباما واقع شده‌است.

## خصوصیات
شهرستان مارشال ۱٬۶۱۳٫۵۷ کیلومترمربع مساحت دارد.